# Грушевка (Черновицкая область)
Грушевка (укр. Грушівка) — село в Волоковской сельской общине Черновицкого района Черновицкой области Украины.
До 2020 года входило в Глыбокский район
Население по переписи 2001 года составляло 1187 человек. Почтовый индекс — 60414. Телефонный код — 3734. Код КОАТУУ — 7321080902.